# Hàm số chẵn và lẻ

Hàm sin và tất cả các đa thức Taylor của nó đều là các hàm lẻ. Hình ảnh này cho thấy và các xấp xỉ Taylor của nó, các đa thức bậc 1, 3, 5, 7, 9, 11 và 13.

Hàm cosine và tất cả các đa thức Taylor của nó đều là các hàm chẵn. Hình ảnh này cho thấy và xấp xỉ Taylor của nó ở bậc 4.

Trong toán học, hàm số chẵn và hàm số lẻ là các hàm số thỏa mãn các quan hệ đối xứng nhất định khi lấy nghịch đảo phép cộng. Chúng rất quan trọng trong nhiều lĩnh vực của giải tích toán, đặc biệt trong lý thuyết chuỗi lũy thừa và chuỗi Fourier. Chúng được đặt tên theo tính chẵn lẻ của số mũ lũy thừa của hàm lũy thừa thỏa mãn từng điều kiện: hàm số {\displaystyle f(x)=x^{n}} là một hàm chẵn nếu n là một số nguyên chẵn, và nó là hàm lẻ nếu n là một số nguyên lẻ.

## Định nghĩa và ví dụ
Hàm số thực thường được phân loại thành hàm chẵn hoặc lẻ, tức là các hàm số với giá trị thực của một biến thực. Tuy nhiên, có thể định nghĩa tổng quát hơn khi miền xác định và miền đích của hàm đều có tính nghịch đảo phép cộng. Các tập này bao gồm các nhóm Abel, mọi vành, trường và không gian vectơ. Vì thế, chẳng hạn một hàm thực hay một hàm giá trị phức của một biến vectơ đều có thể là hàm chẵn hoặc lẻ, và cứ như vậy.
Dưới đây là một số ví dụ về các hàm thực để minh họa tính đối xứng của đồ thị các hàm đó.

### Hàm số chẵn

là một ví dụ về một hàm chẵn.

Cho f là một hàm số giá trị thực của một đối số thực. Vậy thì f là chẵn nếu điều kiện sau được thỏa mãn với mọi x sao cho cả x và -x đều thuộc miền xác định của f::p. 11
| {\displaystyle f(x)=f(-x)} | \| \| \| \| \| \| \| \| | (Eq.1) |
|                            |                         |        |
|                            |                         |        |

|  |  |  |
|  |  |  |

hoặc phát biểu một cách tương đương, nếu phương trình sau thỏa mãn với mọi x trong miền xác định:
{\displaystyle f(x)-f(-x)=0.}
Về mặt hình học, đồ thị của một hàm số chẵn đối xứng qua trục y, nghĩa là đồ thị của nó giữ không đổi sau phép lấy đối xứng qua trục y.
Ví dụ về các hàm chẵn là:
- Hàm giá trị tuyệt đối {\displaystyle x\mapsto |x|}
- Các hàm đơn thức dạng {\displaystyle x\mapsto x^{2n}}
- Hàm cosin {\displaystyle \cos ,}
- Hàm cosin hyperbolic {\displaystyle \cosh .}

### Hàm số lẻ

là một ví dụ về một hàm lẻ.

Tiếp tục cho f là một hàm có giá trị thực của một đối số (biến) thực. Vậy f là hàm số lẻ nếu phương trình sau thỏa mãn với mọi x sao cho x và -x đều nằm trong miền xác định của f::p. 72
| {\displaystyle -f(x)=f(-x)} | \| \| \| \| \| \| \| \| | (Eq.2) |
|                             |                         |        |
|                             |                         |        |

|  |  |  |
|  |  |  |

hoặc một cách tương đương nếu phương trình sau đúng với mọi x thuộc miền xác định của f:
{\displaystyle f(x)+f(-x)=0.}
Về mặt hình học, đồ thị của một hàm lẻ có tính đối xứng tâm quay qua gốc tọa độ, nghĩa là đồ thị của nó không đổi sau khi thực hiện phép quay 180 độ quanh điểm gốc.

là một hàm không chẵn cũng không lẻ.

Ví dụ về các hàm lẻ là:
- Hàm đồng nhất {\displaystyle x\mapsto x,}
- Các hàm đơn thức dạng {\displaystyle x\mapsto x^{2n+1}}
- Hàm sin {\displaystyle \sin ,}
- Hàm sin hyperbol {\displaystyle \sinh ,}
- Hàm lỗi {\displaystyle \operatorname {erf} .}

## Các tính chất cơ bản

### Tính duy nhất
- Nếu một hàm số vừa chẵn và vừa lẻ, nó bằng 0 ở mọi điểm mà nó được xác định.
- Nếu một hàm là lẻ thì giá trị tuyệt đối của hàm đó là một hàm chẵn.

### Cộng và trừ hàm số chẵn lẻ
- Tổng của hai hàm số chẵn là một hàm số chẵn.
- Tổng của hai hàm lẻ là hàm lẻ.
- Hiệu của hai hàm lẻ là hàm lẻ.
- Hiệu của hai hàm chẵn là hàm chẵn.
- Tổng của một hàm chẵn và một hàm lẻ thì không chẵn cũng không lẻ, trừ khi một trong các hàm ấy bằng 0 trên miền đã cho.

### Nhân và chia hàm số chẵn lẻ
- Tích của hai hàm chẵn là một hàm chẵn.
- Tích của hai hàm lẻ là một hàm chẵn.
- Tích của một hàm chẵn với một hàm lẻ là một hàm lẻ.
- Thương của hai hàm chẵn là một hàm chẵn
- Thương của hai hàm lẻ là một hàm chẵn.
- Thương của một hàm chẵn và một hàm lẻ là một hàm lẻ.

### Hàm hợp (tích ánh xạ)
- Hàm hợp của hai hàm chẵn là hàm chẵn.
- Hàm hợp của hai hàm lẻ là hàm lẻ.
- Một hàm chẵn hợp với một hàm lẻ là hàm chẵn.
- Hàm hợp của bất kỳ hàm nào với một hàm chẵn là hàm chẵn (nhưng điều ngược lại không đúng).

## Phân tích chẵn-lẻ
Mọi hàm có thể được phân tích duy nhất thành tổng của một hàm chẵn và một hàm lẻ, được gọi tương ứng là phần chẵn và phần lẻ của một hàm số, nếu ta đặt như sau:
| {\displaystyle f_{\text{e}}(x)={\frac {f(x)+f(-x)}{2}}} | \| \| \| \| \| \| \| \| | (Eq.3) |
|                                                         |                         |        |
|                                                         |                         |        |

|  |  |  |
|  |  |  |

và
| {\displaystyle f_{\text{o}}(x)={\frac {f(x)-f(-x)}{2}}} | \| \| \| \| \| \| \| \| | (Eq.4) |
|                                                         |                         |        |
|                                                         |                         |        |

|  |  |  |
|  |  |  |

sau đó {\displaystyle f_{\text{e}}} là hàm chẵn, {\displaystyle f_{\text{o}}} là hàm lẻ, và
{\displaystyle f(x)=f_{\text{e}}(x)+f_{\text{o}}(x).}
Ngược lại, nếu
{\displaystyle f(x)=g(x)+h(x),}
trong đó g là chẵn và h là lẻ, thì {\displaystyle g=f_{\text{e}}} và {\displaystyle h=f_{\text{o}},}  bởi vì
{\displaystyle {\begin{aligned}2f_{\text{e}}(x)&=f(x)+f(-x)=g(x)+g(-x)+h(x)+h(-x)=2g(x),\\2f_{\text{o}}(x)&=f(x)-f(-x)=g(x)-g(-x)+h(x)-h(-x)=2h(x).\end{aligned}}}
Ví dụ, hàm cosin hyperbolic và sin hyperbolic có thể được coi là các phần chẵn và phần lẻ của hàm số lũy thừa tự nhiên, bởi vì hàm thứ nhất là chẵn, hàm thứ hai là lẻ, và
{\displaystyle e^{x}=\underbrace {\cosh(x)} _{f_{\text{e}}(x)}+\underbrace {\sinh(x)} _{f_{\text{o}}(x)}}

## Các tính chất đại số nâng cao
- Bất kỳ một tổ hợp tuyến tính nào của các hàm chẵn đều là chẵn và các hàm chẵn tạo thành một không gian vectơ trên trường số thực. Tương tự, bất kỳ một tổ hợp tuyến tính nào của các hàm lẻ thì đều là lẻ, và các hàm lẻ cũng tạo một không gian vectơ trên trường số thực. Trên thực tế, không gian vectơ của mọi hàm thực là tổng trực tiếp của các không gian con của các hàm chẵn và hàm lẻ. Đây là một cách diễn đạt trừu tượng hơn tính chất phân tích nói ở mục trước.
  - Không gian của các hàm số có thể được coi là một cấu trúc đại số phân bậc trên các số thực dựa theo tính chất này, cùng với một vài tính chất khác ở trên.
- Các hàm chẵn tạo thành một đại số giao hoán trên trường số thực. Tuy thế, các hàm lẻ không tạo một cấu trúc đại số trên trường số thực, bởi chúng không có tính đóng đối với phép nhân.

## Các tính chất về mặt giải tích
Một hàm là lẻ hay chẵn không suy ra được tính khả vi hay thậm chí là tính liên tục. Ví dụ, hàm Dirichlet là chẵn, nhưng không liên tục tại mọi nơi.
Trong phần tiếp theo, các tính chất liên quan tới đạo hàm, chuỗi Fourier và chuỗi Taylor, và cứ như vậy giả sử rằng các khái niệm trên đã được định nghĩa đối với  hàm đang xét.

### Các tính chất giải tích cơ bản
- Đạo hàm của một hàm chẵn là một hàm lẻ.
- Đạo hàm của một hàm lẻ là chẵn.
- Tích phân của một hàm lẻ từ − A đến + A bằng 0 (trong đó A là hữu hạn và hàm không có tiệm cận đứng nằm giữa − A và A). Đối với một hàm lẻ có tích phân trên một khoảng đối xứng, ví dụ {\displaystyle [-A,A]}, kết quả của tích phân trong khoảng đó bằng 0; tức là[2]

{\displaystyle \int _{-A}^{A}f(x)\,dx=0}
- Tích phân của một hàm chẵn từ −A đến +A bằng hai lần tích phân từ 0 đến +A (trong đó A là hữu hạn và hàm không có tiệm cận đứng giữa −A và A. Điều này cũng đúng khi A là vô hạn, nhưng chỉ khi tích phân hội tụ); tức là

{\displaystyle \int _{-A}^{A}f(x)\,dx=2\int _{0}^{A}f(x)\,dx}

### Chuỗi
- Khai triển chuỗi Maclaurin của một hàm chẵn chỉ bao gồm các lũy thừa chẵn.
- Chuỗi Maclaurin của một hàm lẻ chỉ bao gồm các lũy thừa lẻ.
- Chuỗi Fourier của một hàm tuần hoàn chẵn chỉ bao gồm các số hạng dạng cosin.
- Chuỗi Fourier của một hàm tuần hoàn lẻ chỉ bao gồm các số hạng dạng sin.
- Biến đổi Fourier của một hàm số chẵn có giá trị thuần số thực là thực và chẵn.
- Biến đổi Fourier của một hàm số lẻ có giá trị thuần số thực là ảo và lẻ.

## Hàm điều hòa
Trong xử lý tín hiệu, méo hài xảy ra khi một tín hiệu sóng sin được gửi qua một hệ thống phi tuyến không có bộ nhớ, tức là một hệ thống mà đầu ra tại thời điểm t chỉ phụ thuộc vào đầu vào tại chính thời điểm đó và không phụ thuộc vào đầu vào tại bất kỳ thời điểm nào trước đó. Một hệ thống như vậy được biểu diễn bằng một hàm đáp ứng {\displaystyle V_{\text{out}}(t)=f(V_{\text{in}}(t))}. Loại hàm điều hòa sinh ra phụ thuộc vào hàm đáp ứng f:
- Khi hàm đáp ứng là chẵn, tín hiệu kết quả sẽ chỉ chứa các điều hòa bậc chẵn của sóng sin đầu vào; {\displaystyle 0f,2f,4f,6f,\dots }
  - Chế độ cơ bản {\displaystyle f} cũng là một điều hòa bậc lẻ, nên nó sẽ không xuất hiện.
  - Một ví dụ đơn giản trong trường hợp này là một bộ chỉnh lưu toàn sóng.
  - Thành phần {\displaystyle 0f} thể hiện DC offset, do bản chất một phía của các hàm truyền đối xứng chẵn.
- Khi hàm là lẻ, tín hiệu kết quả chỉ gồm các điều hòa bậc lẻ của sóng sin đầu vào; {\displaystyle 1f,3f,5f,\dots }
  - Tín hiệu đầu ra sẽ có đối xứng nửa sóng.
  - Một ví dụ đơn giản là sự xén âm trong một bộ khuếch đại đẩy kéo.
- Khi hàm không có tính đối xứng, tín hiệu kết quả có thể chứa điều hòa bậc chẵn hoặc lẻ; {\displaystyle 1f,2f,3f,\dots }
  - Một ví dụ đơn giản là một bộ chỉnh lưu nửa sóng, và xén âm trong một bộ khuếch đại lớp A bất đối xứng.

Cần lưu ý rằng điều này không còn đúng đối với các dạng sóng phức tạp hơn. Một sóng dạng răng cưa chẳng hạn, chứa cả điều hòa bậc chẵn và lẻ. Sau khi chỉnh lưu chẵn toàn sóng, nó trở thành một sóng tam giác, sóng này ngoài DC offset ra thì chỉ chứa các điều hòa bậc lẻ.

## Tổng quát hóa

### Hàm đa biến
Đối xứng chẵn:
Một hàm {\displaystyle f:\mathbb {R} ^{n}\to \mathbb {R} } được gọi là có đối xứng chẵn nếu thỏa mãn:
{\displaystyle f(x_{1},x_{2},\ldots ,x_{n})=f(-x_{1},-x_{2},\ldots ,-x_{n})\quad {\text{với mọi }}x_{1},\ldots ,x_{n}\in \mathbb {R} }
Đối xứng lẻ:
Một hàm {\displaystyle f:\mathbb {R} ^{n}\to \mathbb {R} } được gọi là có đối xứng lẻ nếu thỏa mãn:
{\displaystyle f(x_{1},x_{2},\ldots ,x_{n})=-f(-x_{1},-x_{2},\ldots ,-x_{n})\quad {\text{với mọi }}x_{1},\ldots ,x_{n}\in \mathbb {R} }

### Các hàm có giá trị phức
Các định nghĩa cho đối xứng chẵn và lẻ cho các hàm giá trị phức với đối số thực là tương tự như trường hợp hàm giá trị thực nhưng liên quan đến liên hợp phức.
Đối xứng chẵn:
Một hàm giá trị phức với đối số thực {\displaystyle f:\mathbb {R} \to \mathbb {C} } được gọi là có đối xứng lẻ nếu:
{\displaystyle f(x)={\overline {f(-x)}}\quad {\text{với mọi }}x\in \mathbb {R} }
Đối xứng lẻ:
Một hàm giá trị phức với đối số thực {\displaystyle f:\mathbb {R} \to \mathbb {C} } được gọi là có đối xứng lẻ nếu:
{\displaystyle f(x)=-{\overline {f(-x)}}\quad {\text{với mọi }}x\in \mathbb {R} }

### Dãy có độ dài hữu hạn
Định nghĩa đối xứng lẻ và chẵn còn được mở rộng cho các dãy N-điểm (ví dụ các hàm có dạng {\displaystyle f:\left\{0,1,\ldots ,N-1\right\}\to \mathbb {R} }) như sau::p. 411
Đối xứng chẵn:
Một dãy N-điểm được gọi là có đối xứng chẵn nếu
{\displaystyle f(n)=f(N-n)\quad {\text{với mọi }}n\in \left\{1,\ldots ,N-1\right\}.}
Một dãy như vậy thường được gọi là dãy palindrome; xem thêm Đa thức palindrome.
Đối xứng lẻ:
Một dãy N-điểm được gọi là có đối xứng lẻ nếu
{\displaystyle f(n)=-f(N-n)\quad {\text{với mọi }}n\in \left\{1,\ldots ,N-1\right\}.}
Một dãy như vậy đôi khi còn được gọi là một dãy anti-palindrome; xem thêm Đa thức antipalindrome.